# Jaime Hernández
|  | No confondre amb Jaime Hernández Bertrán, ciclista català |

Jaime Hernández (Oxnard, Califòrnia, 1959) és un autor de còmics estatunidenc, famós, com el seu germà Gilbert "Beto" Hernández, per les seues historietes publicades a la revista Love & Rockets.
Com Gilbert, va llegir i va dibuixar còmics des de la seua infància. Amb els seus germans Mario i Gilbert va crear el 1981 el fanzin Love & Rockets, que ha esdevinàutica un dels principals referents del còmic independent nord-americà.
Després del tancament de Love & Rockets el 1996 va publicar la miniserie Whoa Nellie! (1996-), i l'especial Maggie & Hopey Color Fun (1997). Aquell mateix any va iniciar una nova sèrie, Penny Century, de la qual s'han publicat diversos comic books.

## Biografia
Jaime Hernandez va créixer a Oxnard, Califòrnia. És el més petit de la seva família, amb quatre germans grans i una germana. La seva família va abraçar els còmics: la seva mare els llegia amb freqüència i els números antics es guardaven en grans quantitats a casa, per ser llegits i rellegits per tots al llarg dels anys. "Vam créixer. amb els còmics", va dir Hernández. "Volia dibuixar còmics tota la vida."

## Obra

### Love & Rockets
Els 50 números de la publicació Love & Rockets (1981-1996) dels germans Hernández han estat recopilats en quinze toms per Fantagraphics Books. En estes recopilacions es troben tant històries de Jaime com del seu germà Gilbert "Beto " Hernandez.
La col·lecció s'ha completat més avant amb altres volums que no corresponen a l'antiga revista Love & Rockets, però que continuen moltes vegades les històries dels mateixos personatges.
Les històries de Jaime per a la revista Love & Rockets han estat recopilades en un sol volum, de més de set-centes pàgines: Locas: The Maggie and Hopey stories.